# Toren van Goedereede
De Toren van Goedereede is een grijze vierkante bakstenen kerktoren van de Catharinakerk in Goedereede in de Nederlandse provincie Zuid-Holland. De 39,5 meter hoge toren is gebouwd tussen 1467 en 1512.

## Geschiedenis
Van 1552 tot 1924 heeft de toren gediend als baken voor de scheepvaart. In het begin maakte men licht door middel van een open kolenvuur. De toren is dan ook de oudste vuurtoren van Nederland. 
Op 26 februari 1834 werd op 45 meter hoogte een lichthuis en een optiek geplaatst. Het optiek is in 1879 vervangen. In 1908 werd de toren voorzien van een draaiend optiek met een pharolinegloeilicht met een lichtsterkte van 180.000 candela. In 1911 werd de vuurtoren gedoofd, omdat de Vuurtoren Westhoofd in Ouddorp in gebruik werd genomen. Tot 1924 heeft er in plaats van het grote licht een geleidelicht op de toren gestaan als hoge licht voor de lichtlijn over het Slijkgat. In 2013 is een vrijwel identiek licht aan de zuidoostzijde van de toren geplaatst en werd een expositie over vuurtorens, verzorgd door de Nederlandse Vuurtoren Vereniging, op de eerste zolder ingericht.
Sinds 1967 bezit de toren de status van Rijksmonument. Van 1973 tot 1978 is de toren gerestaureerd. In de toren bevindt zich een klavier en een carillon met 52 klokken. Bij de restauratie is de toren teruggebracht in zijn oorspronkelijke staat.
Dit monument is op 15 januari 2016 overgedragen aan de stichting Monumentenbezit.

## Externe links

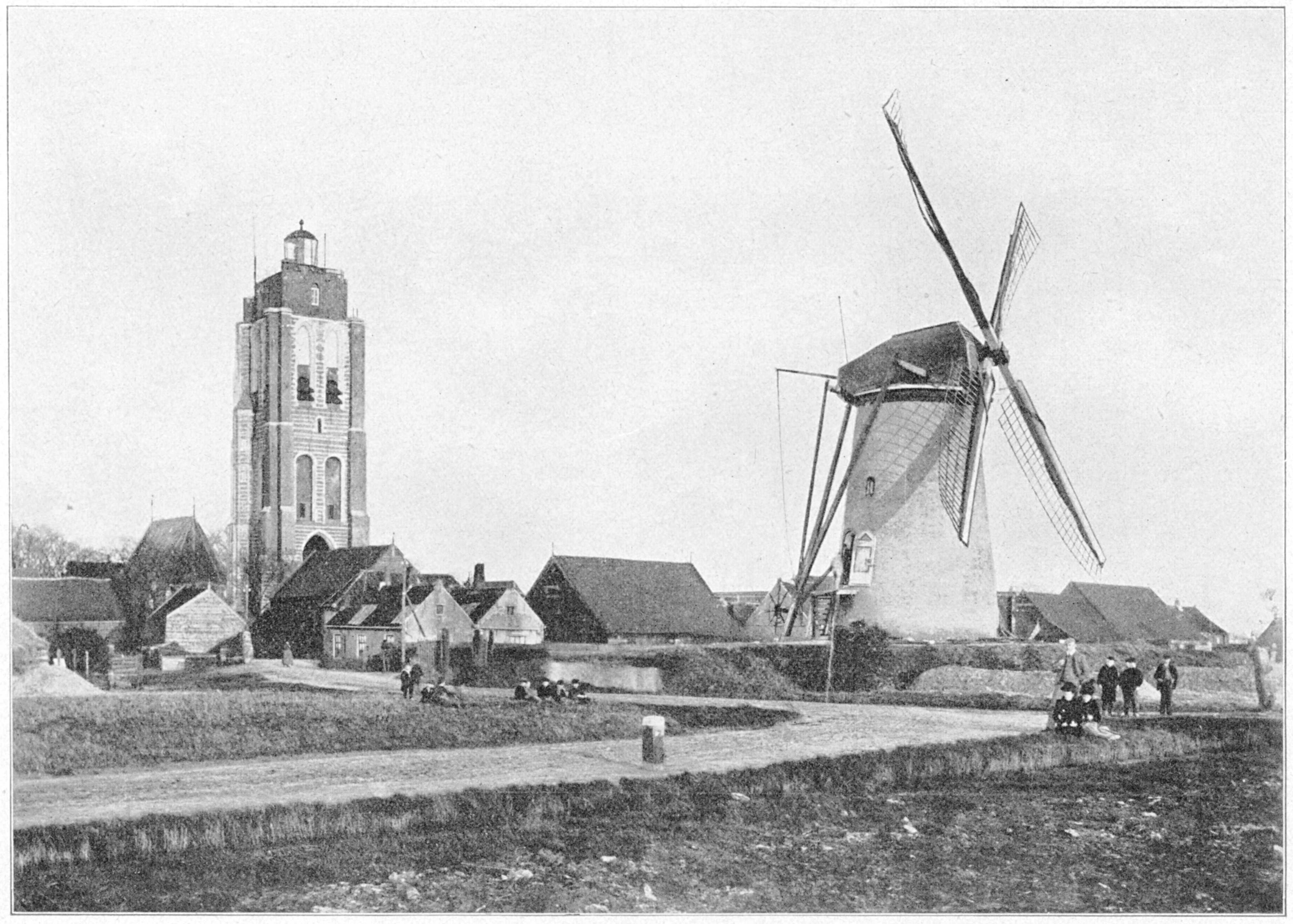
De toren en de molen, 1910
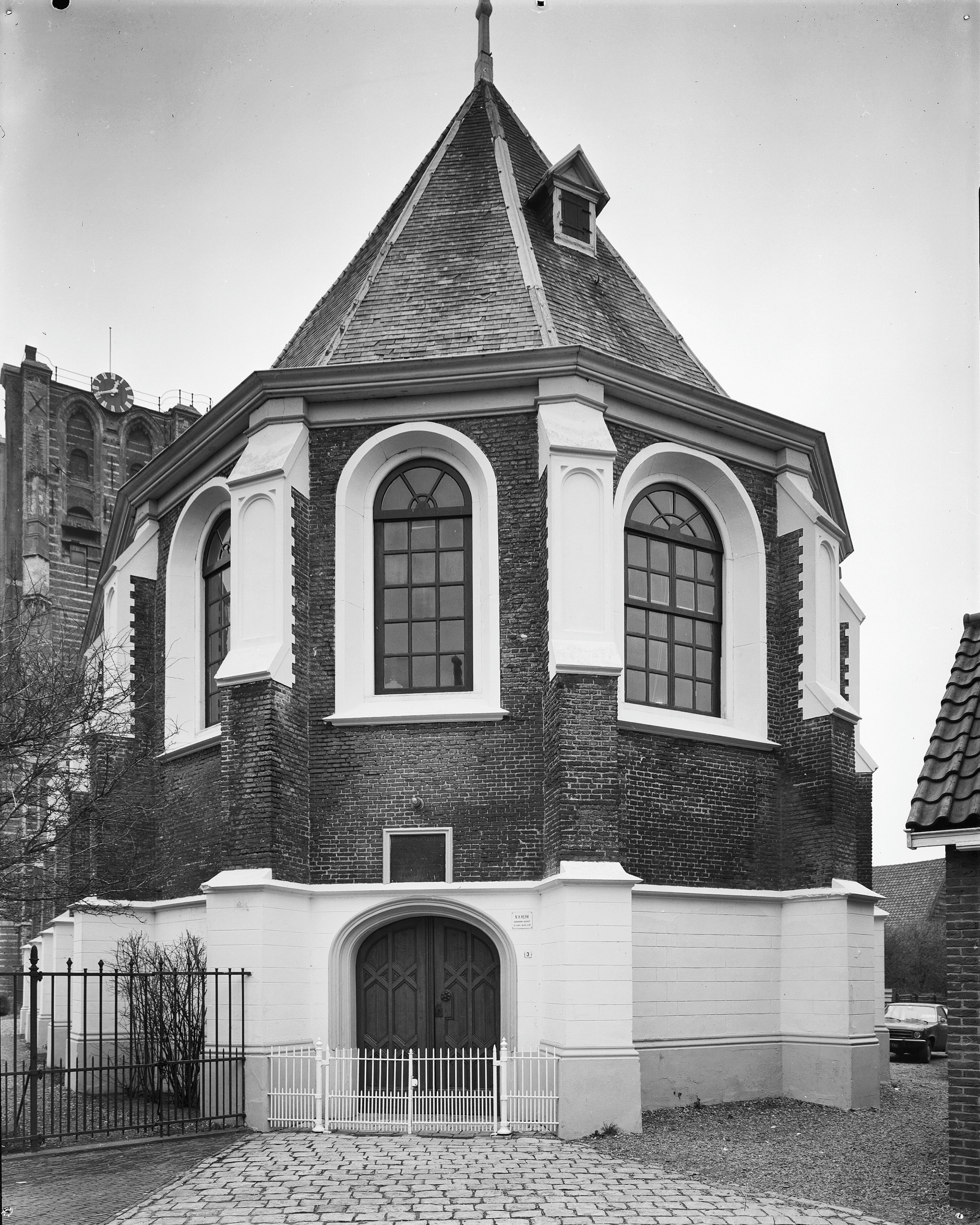
Exterieur koor, 1973
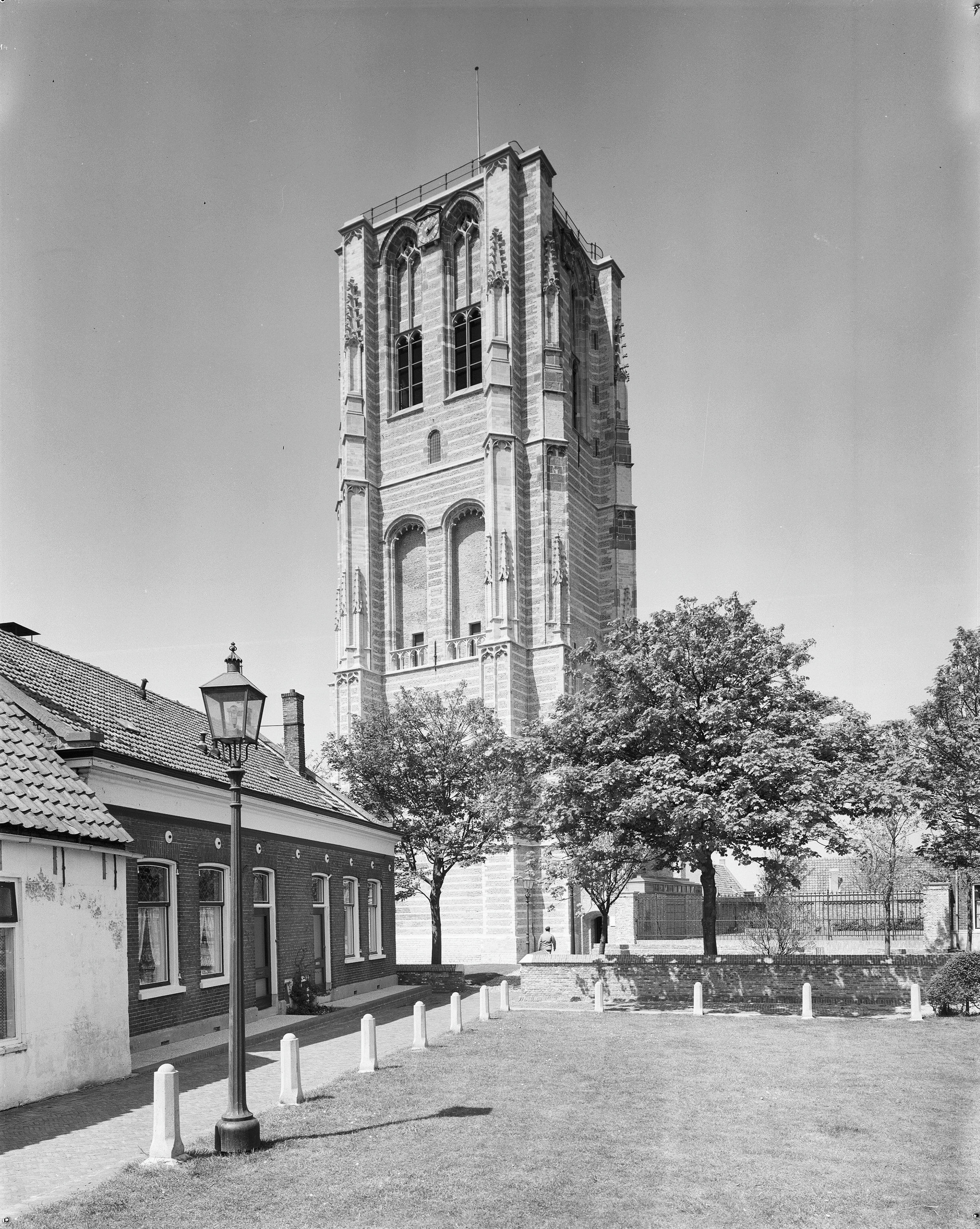
Zuid-oost zijde, 1980
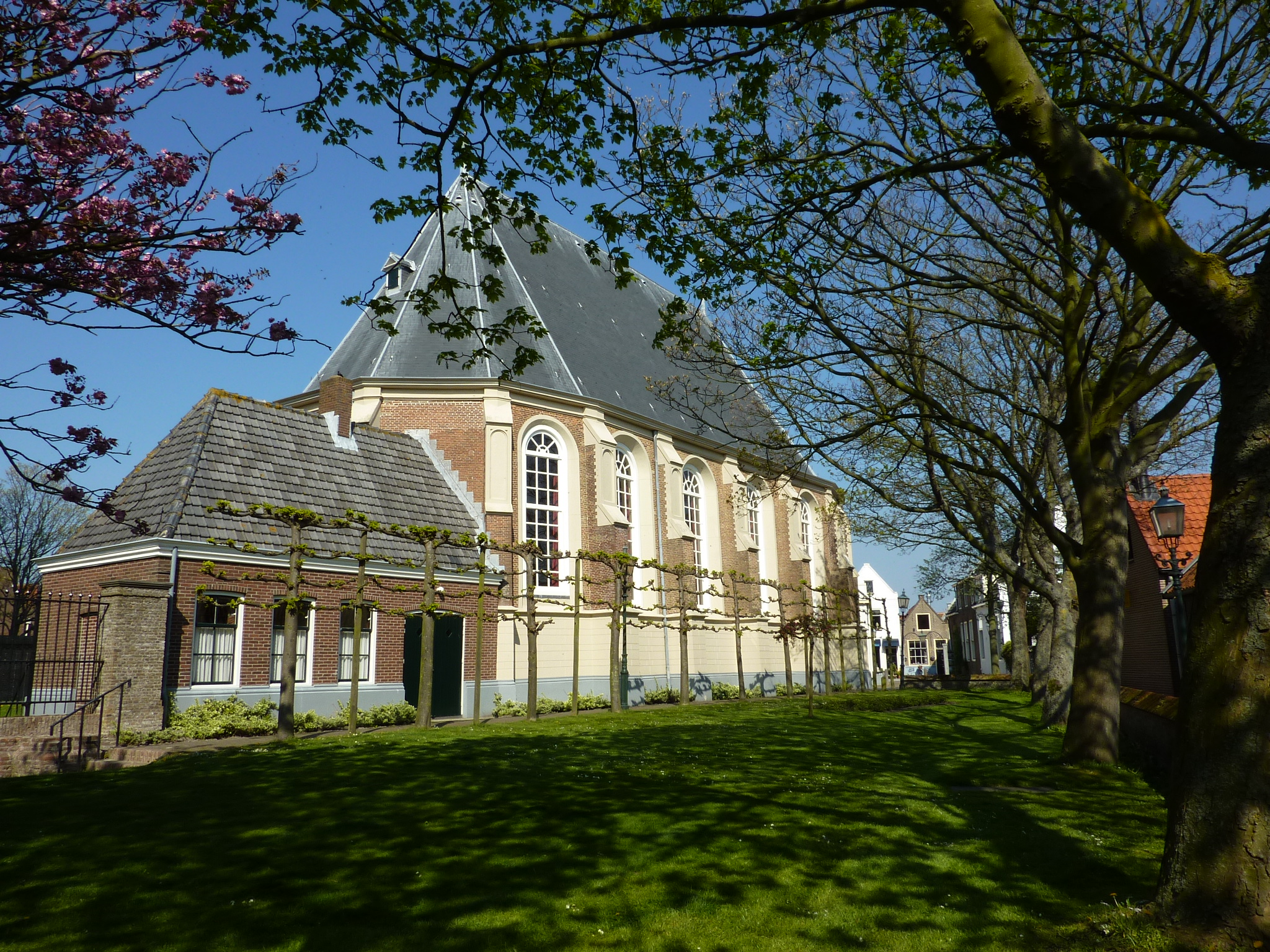
Catharinakerk, 2011
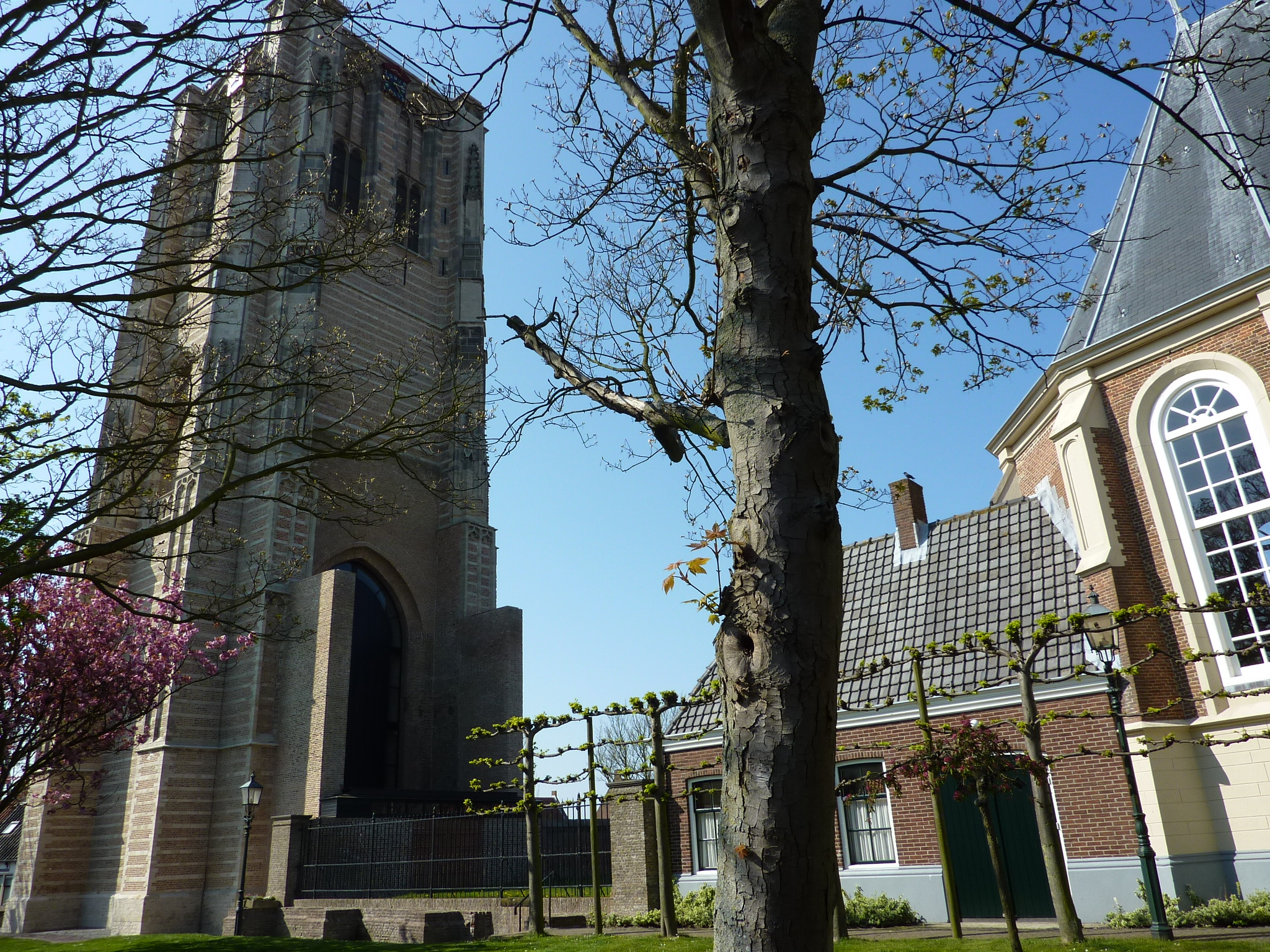
Catharinakerk, 2011